# Сан-Кристофоро (Италия)
Сан-Кристофоро (итал. San Cristoforo) — коммуна в Италии, располагается в регионе Пьемонт, в провинции Алессандрия.
Население составляет 603 человека (2008), плотность населения составляет 168 чел./км². Занимает площадь 4 км². Почтовый индекс — 15060. Телефонный код — 0143.
Покровителем коммуны почитается святой архангел Михаил, празднование 29 сентября.

## Демография
Динамика населения: